# Santa Flavia
Santa Flavia es una localidad italiana de la provincia de  Palermo, región de Sicilia, con 10.622 habitantes.

Ubicación de la ciudad de Santa Flavia dentro de la provincia de Palermo.

## Evolución demográfica
| Gráfica de evolución demográfica de Santa Flavia entre 1861 y 2007 |
|                                                                    |
| Fuente ISTAT - Elaboración gráfica por parte de Wikipedia          |